# 內蒙古日報
内蒙古日报是内蒙古自治区党委机关报，分為汉文版和蒙文版。還報是中共在中國国少数民族地区创办最早的省级党報，該報的蒙文版也是中国最早用少数民族文字出版的省级党报，也是蒙古族历史上用蒙古文出版的第一份日报。
1946年3月15日，中国共产党下屬組織内蒙古自治运动联合会的机关报《内蒙古周报》在张家口创刊。1946年7月1日，联合会东蒙总分会机关报《群众报》在乌兰浩特创刊。後來兩家報紙合併為中国共产党内蒙古工作委员会机关报《内蒙古自治报》。
1948年1月1日，内蒙古自治报改為內蒙古日報，在乌兰浩特创刊。1950年5月15日，毛澤東为該報题写报名。1952年10月，内蒙古日報报社随内蒙古自治区党政机关迁至呼和浩特。1953年11月1日起，該報与绥远省委机关报《绥远日报》联合出版。後來因绥远省被撤銷，1954年3月6日，绥遠日报併入内蒙古日报。

## 外部連結
- 官方网站